# کلیچلی
کلیچلی (ترکی آذربایجانی: Kylychly) یک منطقه مسکونی در جمهوری آرتساخ است که در استان شاهومیان واقع شده است.